# Frank Liebert
Frank Liebert (* 21. Februar 1962 in der DDR) ist ein ehemaliger deutscher Eishockeyspieler, der unter anderem für den PEV Weißwasser in der Bundesliga aktiv war und mit dem Vorgängerverein SG Dynamo Weißwasser zweimal DDR-Meister wurde.

## Karriere
Frank Liebert spielte ab 1980 für die SG Dynamo Weißwasser. In den Jahren 1989 und 1990 gehörte er zu den letzten beiden Meistermannschaften. Im entscheidenden Finalspiel um die DDR-Meisterschaft 1989 erzielte er das 4:3-Siegtor (Endstand 5:3). Der Verteidiger, der hin und wieder auch als Stürmer eingesetzt wurde, nahm an der B-Weltmeisterschaft 1990 teil, dem letzten Turnier für die Nationalmannschaft der DDR. Nach der Wiedervereinigung blieb er zunächst in Weißwasser und spielte in der Saison 1990/91 für den in PEV Weißwasser umbenannten Verein in der gesamtdeutschen Bundesliga. In der folgenden Spielzeit 1991/92 lief er für den Duisburger SV und ECD Sauerland in der 2. Bundesliga auf. Anschließend wechselte er zum EC Harz Braunlage, für den er bis zu seinem Karriereende im Jahr 1997 in unterschiedlichen Ligen aktiv war.

## Erfolge und Auszeichnungen
- 1989 DDR-Meister mit der SG Dynamo Weißwasser
- 1990 DDR-Meister mit der SG Dynamo Weißwasser

## Karrierestatistik

### International
Vertrat die DDR bei:
- B-Weltmeisterschaft 1990

(Legende zur Spielerstatistik: Sp oder GP = absolvierte Spiele; T oder G = erzielte Tore; V oder A = erzielte Assists; Pkt oder Pts = erzielte Scorerpunkte; SM oder PIM = erhaltene Strafminuten; +/− = Plus/Minus-Bilanz; PP = erzielte Überzahltore; SH = erzielte Unterzahltore; GW = erzielte Siegtore; 1 Play-downs/Relegation; Kursiv: Statistik nicht vollständig)